# 청구의 원인
청구(請求)의 원인(原因)이란 소장에 기재할 원고의 주장하는 심판의 대상(소송물, 訴訟物)을 특정함에 필요한 사실을 말한다. 청구의 취지의 기재만으로 이것을 명확하게 할 수 있는 경우는 청구의 원인을 기재할 필요가 없으나(확인의 소의 경우), 급부의 소 경우와 형성의 소 경우에 있어서는 청구의 취지 기재만으로는 그 청구가 어느 실체법상의 청구권에 기한 것이냐(불법행위에 기한 손해배상청구냐 아니면 채무불이행에 기한 이혼청구냐), 어떠한 형성원인에 의한 것이냐(악의의 유기(遺棄)에 기한 이혼청구냐 아니면 혼인을 계속할 수 없는 중대한 사유에 기한 이혼청구냐)가 불명한 경우가 있으며 이러한 경우에는 청구의 원인 기재를 요한다. 이상과 같이 소송물을 실체법상의 청구권이나 형성요건으로 나누는 생각(구소송물이론, 舊訴訟物論)에 반대해서 이것들을 세분하지 아니하는 입장(신소송물이론, 新訴訟物論)에서는 청구의 취지로서 급부의 내용 등이 특정되면 충분하므로 통상 청구의 원인을 기재하지 않아도 가하다. 다만 이러한 경우에도 날짜를 달리하는 별개의 매매에 의한 동일한 금액의 금전급부를 구하는 경우 등에서는 소송물을 식별하고 특정하기 위해서 청구 원인을 기재할 필요가 있다. 더욱 민사소송법 186조의 청구의 원인은 의미가 다르며 수액(數額)을 도외시한 청구권 자체를 가리킨다.

## 참고 자료
- 조상희, 『법학전문대학원 민사소송법 기본강의』. 한국학술정보(주), 2009. ISBN 978-89-534-2307-7